# دستگاه خروجی

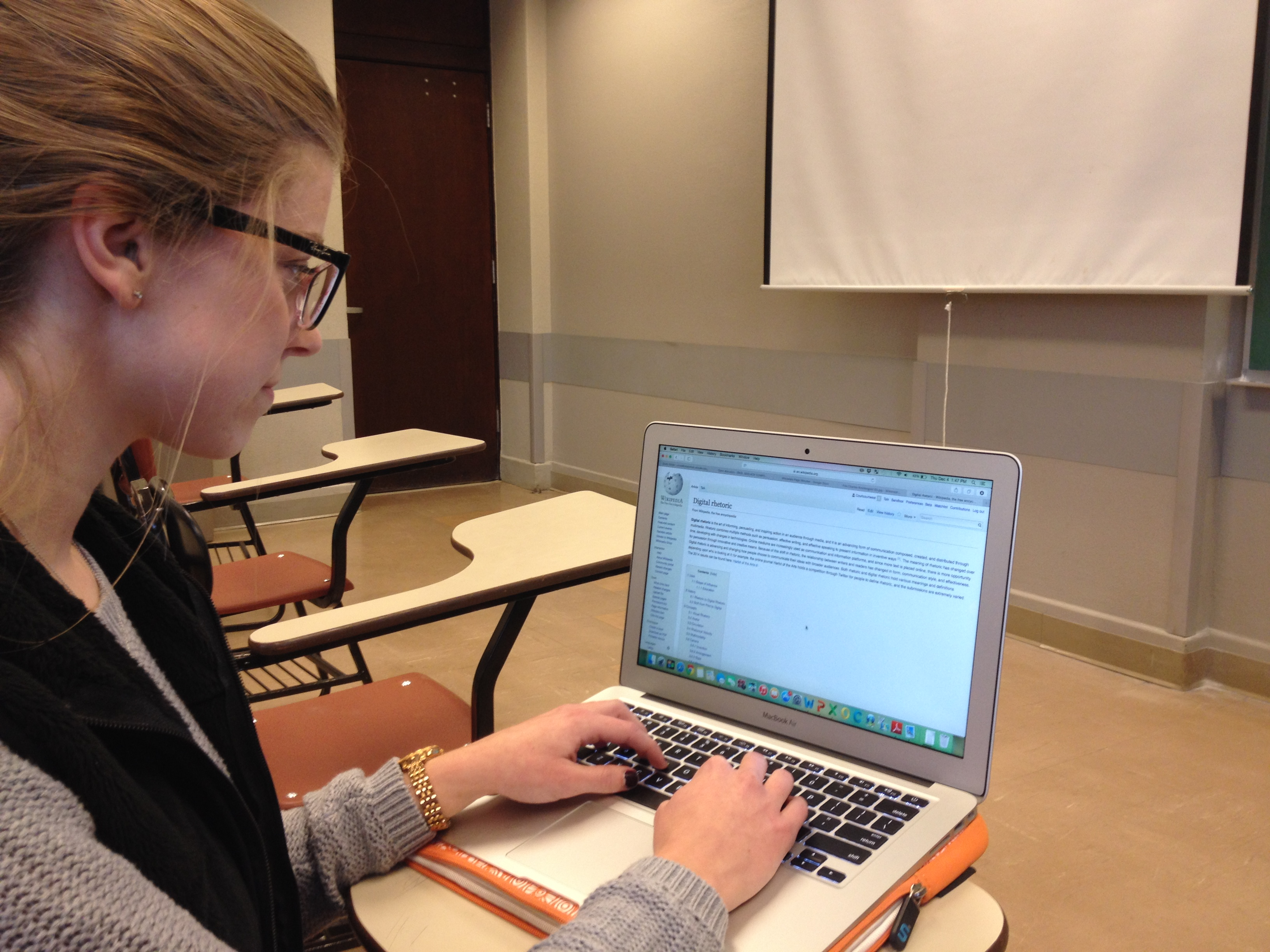
بلافاصله پس از تایپ، خروجی آن را بر روی صفحه نمایش مشاهده می شود.

دستگاه خروجی (به انگلیسی: Output device) به آن دسته از سخت‌افزار رایانه گفته می‌شود که وظیفهٔ نمایش پردازش ورودی کاربر، از سوی رایانه به کاربر را دارا می‌باشند. مانند: هدفون، چاپگر، نمایشگر، رسام و اسپیکر.
این انتقال داده می‌تواند از طریق سیم یا امواج های بی‌سیم صورت بگیرد.

در رایانه‌های ورودی/خروجی، ابتدا از داده از سوی کاربر به وسیله دستگاه ورودی به رایانه فرستاده می‌شود و سپس رایانه این داده‌‌ها را پردازش می‌کند و در نهایت به دستگاه خروجی می فرستد.

## خروجی‌های تصویری
- لامپ پرتوی کاتدی (CRT)
- نمایشگر کریستال مایع با ترانزیستور فیلم نازک (TFT)
- نمایشگر صفحه تخت (FPD)
- صفحه نمایش کریستال مایع (LCD)
- ال‌ئی‌دی (LED)
- دیود نورگسیل ارگانیک (OLED)

## خروجی‌های صوتی
- بلندگوی رایانه
- هدفون

## دیگر خروجی‌ها
- چاپگر
- پروژکتور
- پلاتر
- تلویزیون
- رادیو